# Rebutia wessneriana

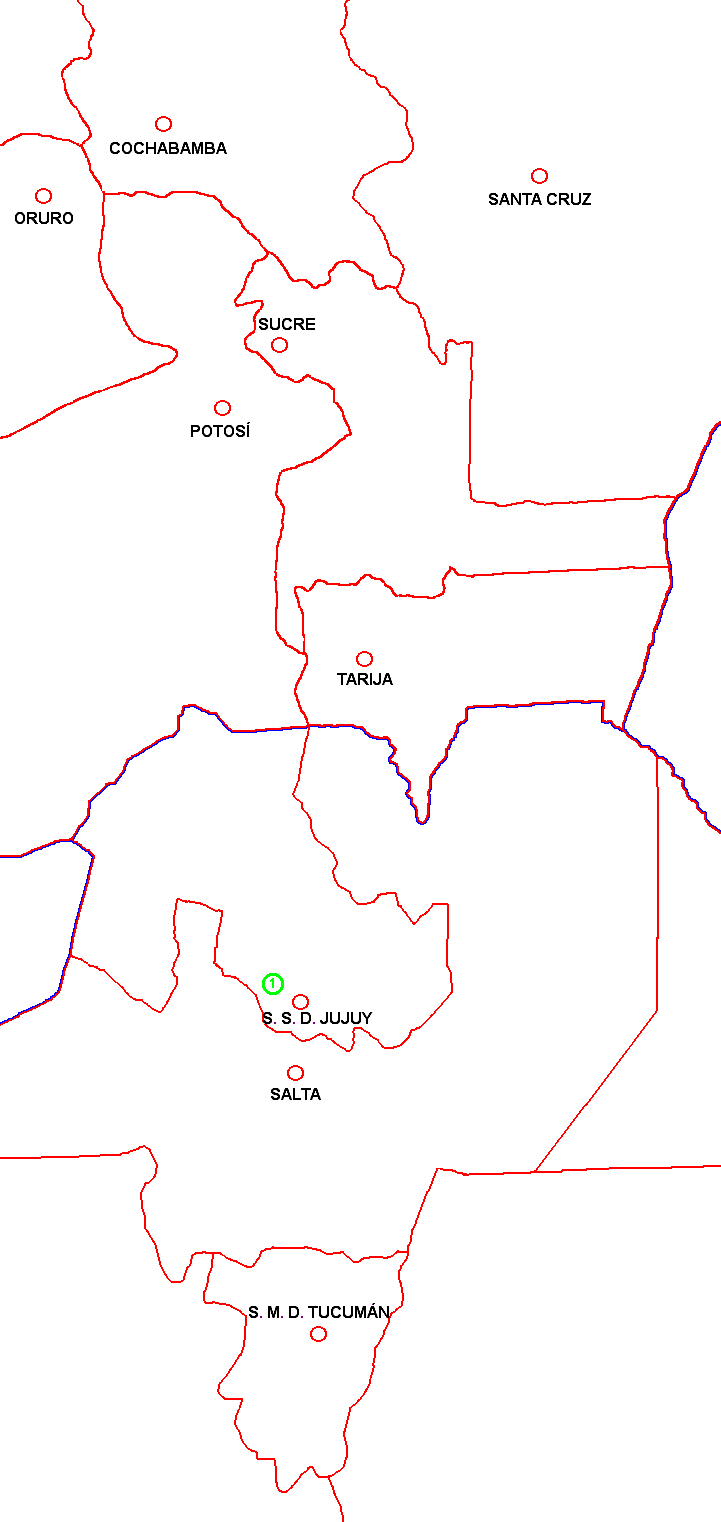
Mapa rozšíření R. wessneriana var. wessneriana

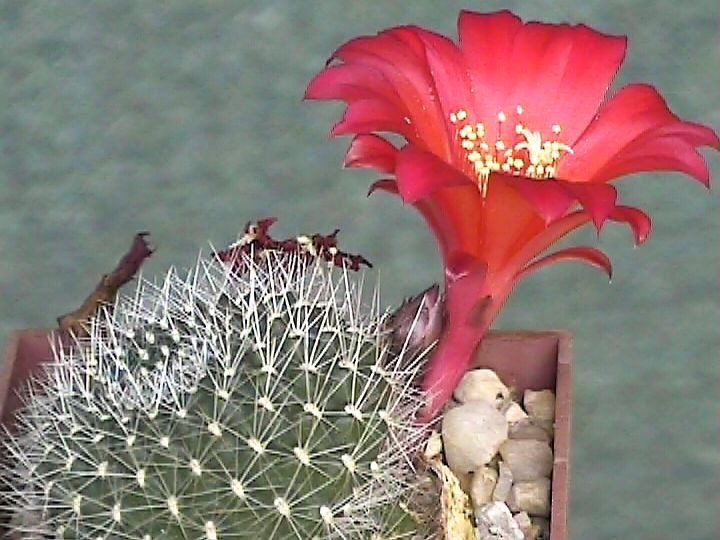
Kvetoucí rostlina

Rebutia wessneriana je mimořádně pěkný druh rodu rebucie, charakteristický svými nápadnými cizosprašnými květy a hustým bílým otrněním. Pojmenován byl na počest W. Wessnera, německého specialisty na rody Lobivia a Rebutia.

## Rebutia wessnerianaBewer. var.wessneriana
Bewerunge, W.; Sukkulentenkunde, 2: 24, 1948
Sekce Rebutia, řada Marsoneri
Synonyma: 
- Rebutia krainziana Kesselr. var. wessneriana (Bewer.) Krainz et Haarm.; Katalog der Städtischen Sukkulentensammlung Zürich, 2: 107, 1967
- Rebutia minuscula K.Sch. var. wessneriana (Bewer.) Scholz, Inform.-brief Freundeskreis Echinopseen, 20:9, 1995
- Rebutia senilis Backeb. var. hyalacantha Backeb.; Der Kakteenfreund, 1: 131, 1932
- Rebutia hyalacantha (Backeb.) Backeb.; Die Cactaceae, 3: 1551, 1959
- Rebutia calliantha Bewer. f. hyalacantha (Backeb.) Buin. et Don.; Sukkulentenkunde, 7/8: 103, 1963
- Rebutia krainziana Kesselr. var. hyalacantha (Backeb.) Buchheim; in Zander, Handwörterbuch der Pflanzennamen, 10: 743, 1972

### Popis
Rostlina odnožující, později trsovitá, jednotlivé stonky stlačeně kulovité až téměř kulovité, až 70 mm vysoké a 80 mm široké, s vláknitými kořeny; temeno snížené, jen málo plstnaté, málo otrněné; pokožka zelená, při silném oslunění s načervenale zeleným nádechem. Žebra spirálovitá, rozložená v okrouhlé, 2 mm vysoké hrbolky; areoly oválné, 2,5 mm dlouhé, 5 mm navzájem vzdálené. Trnů asi 25, nerozlišitelné na okrajové a středové, až 20 mm dlouhé, bílé, horní někdy s lehce nahnědlou špičkou.
Květy asi 55 mm široké, zářivě krvavě červené, cizosprašné; květní lůžko a květní trubka červené s fialově červenými šupinami; okvětní lístky úzce kopinaté, dlouze špičaté, asi 30 mm dlouhé a 6 mm široké; nitky červené, prašníky světle žluté; čnělka růžově oranžová, na spodních 2 – 3 mm srostlá s úzkou květní trubkou. Plod kulovitý, bledě fialový až růžově červený, s purpurovými šupinami. Semena podlouhlá, přes 1 mm dlouhá; testa leskle černá; hilum bazální, nažloutle bílé.

### Variety a formy
Do úrovně variety R. wessneriana byla roku 1959 přeřazena R. calliantha, taxon popsaný současně s R. wessneriana jako samostatný druh. Tím je na úrovni druhu dána trvale priorita jména R. wessneriana před jménem R. calliantha. R. wessneriana je značně proměnlivý taxon , který navíc výrazně reaguje na vnější podmínky, zejména v charakteru a barvě otrnění. K R. wessneriana byly dále jako vnitrodruhové taxony přiřazeny i R. calliantha var. beryllioides, R. permutata a R. permutata var. gokrausei, poslední dvě jména však nebyla platně publikována, a proto i na nich založené kombinace nejsou platně uveřejněné.
R. wessneriana byla popsána podle rostlin, které pocházely ze zásilek Stümera a Marsonera firmě Winter, odkud byly dále šířeny. Přesné lokality nebyly známé, až nově byl jako R. wessneriana označeny sběry WR 234 a MN 45. Do příbuzenstva R. wessneriana patří rovněž sběry WR 661, označený jako R. permutata, a L 557, označený jako R. wessneriana var. beryllioides. Nově byla jako R. wessneriana označen sběr SE 52.

### Výskyt a rozšíření
Naleziště původních rostlin, podle kterých byl druh popsán, není blíže známé. Rauschovy sběry pocházejí ze severní Argentiny, WR 234 z provincie Jujuy, z Quebrada de Humahuaca, od Alemania, a WR 661 z provincie Salta, z Quebrada de Escoipe, od Guachipas. Jako místo nálezu sběru M. Winberga bylo uvedeno Argentina, Jujuy, Volcan, 2200 m. Sběr V. Šedy pochází z Quebrada de Humahuaca, západně od Volcan, z nadmořské výšky asi 2400 m (Argentina, provincie Jujuy).